# 헨조인 (요코하마시)

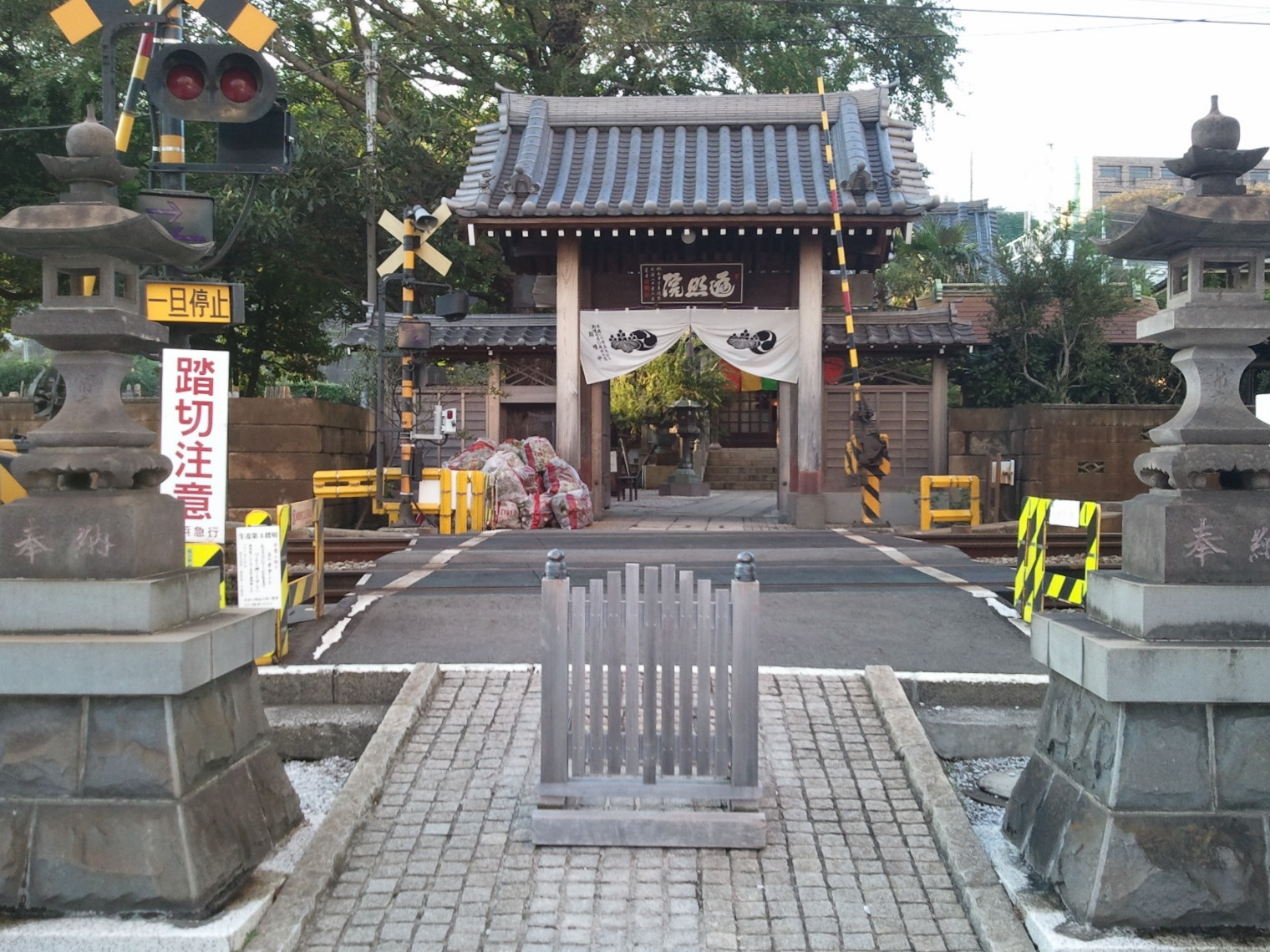

헨조인(遍照院)은 가나가와현 요코하마시 가나가와구에 고야산 진언종의 불교사원이다. 산호는 밀엄산(密厳山), 사호를 부동사(不動寺)라 칭한다.
경내를 게이큐 본선이 지나가며 산문 앞에는 건널목이 있기 때문에 「후미키리데라(踏切寺)」라고도 불린다.

## 역사
1458년(장록2년) 우등(祐等)의 건립이라 전해진다. 창건 당시는 이치노미야신사 근처에 있었는데 1590년에 동해를 따라 당지로 옮겨졌다. 1945년의 공습등으로 몇번 소실되었고 현재 본당은 1956년에 건립되었다.

## 소재지・교통
- 가나가와현 요코하마시 가나가와구 고야스도오리3-382
- 신고야스역 하차 도보5분